# Gran Premio de la República Checa de Motociclismo de 2001
El Gran Premio de la República Checa de Motociclismo de 2001 fue la décima prueba del Campeonato del Mundo de Motociclismo de 2001. Tuvo lugar en el fin de semana del 24 al 26 de agosto de 2001 en el Masaryk Circuit, situado en Brno, Moravia, República Checa. La carrera de 500cc fue ganada por Valentino Rossi, seguido de Àlex Crivillé y Loris Capirossi. Tetsuya Harada ganó la prueba de 250cc, por delante de Marco Melandri y Daijiro Kato. La carrera de 125cc fue ganada por Toni Elías, Lucio Cecchinello fue segundo y Steve Jenkner tercero.

## Resultados 500cc
| Pos.    | N.º | Piloto                   | Constructor | Vueltas | Tiempo/Retirado | Grilla | Puntos |
| ------- | --- | ------------------------ | ----------- | ------- | --------------- | ------ | ------ |
| 1       | 46  | Valentino Rossi          | Honda       | 22      | 45:01.044       | 2      | 25     |
| 2       | 28  | Àlex Crivillé            | Honda       | 22      | +3.374          | 8      | 20     |
| 3       | 65  | Loris Capirossi          | Honda       | 22      | +3.767          | 3      | 16     |
| 4       | 6   | Norifumi Abe             | Yamaha      | 22      | +4.057          | 11     | 13     |
| 5       | 11  | Tohru Ukawa              | Honda       | 22      | +6.574          | 13     | 11     |
| 6       | 5   | Garry McCoy              | Yamaha      | 22      | +7.344          | 5      | 10     |
| 7       | 7   | Carlos Checa             | Yamaha      | 22      | +10.689         | 7      | 9      |
| 8       | 15  | Sete Gibernau            | Suzuki      | 22      | +15.201         | 10     | 8      |
| 9       | 4   | Alex Barros              | Honda       | 22      | +24.732         | 9      | 7      |
| 10      | 3   | Max Biaggi               | Yamaha      | 22      | +29.758         | 1      | 6      |
| 11      | 41  | Noriyuki Haga            | Yamaha      | 22      | +42.667         | 15     | 5      |
| 12      | 19  | Olivier Jacque           | Yamaha      | 22      | +43.063         | 12     | 4      |
| 13      | 10  | José Luis Cardoso        | Yamaha      | 22      | +56.432         | 14     | 3      |
| 14      | 12  | Haruchika Aoki           | Honda       | 22      | +1:13.315       | 17     | 2      |
| 15      | 16  | Johan Stigefelt          | Sabre V4    | 22      | +2:03.200       | 19     | 1      |
| 16      | 21  | Barry Veneman            | Honda       | 22      | +2:07.065       | 21     |        |
| Ret     | 1   | Kenny Roberts Jr.        | Suzuki      | 15      | Retirado        | 6      |        |
| Ret     | 14  | Anthony West             | Honda       | 14      | Retirado        | 18     |        |
| Ret     | 9   | Leon Haslam              | Honda       | 9       | Accidente       | 16     |        |
| Ret     | 17  | Jurgen van den Goorbergh | Proton KR   | 8       | Retirado        | 4      |        |
| Ret     | 18  | Brendan Clarke           | Honda       | 5       | Retirado        | 20     |        |
| Ret     | 25  | Shaun Geronimi           | Paton       | 5       | Retirado        | 22     |        |
| DNS     | 56  | Shinya Nakano            | Yamaha      |         | No corrió       |        |        |
| Fuente: |     |                          |             |         |                 |        |        |

- Pole position: Max Biaggi, 2:00.347
- Vuelta Rápida: Valentino Rossi, 2:01.461

## Resultados 250cc
| Pos.    | N.º | Piloto             | Constructor | Vueltas | Tiempo/Retirado | Grilla | Puntos |
| ------- | --- | ------------------ | ----------- | ------- | --------------- | ------ | ------ |
| 1       | 31  | Tetsuya Harada     | Aprilia     | 20      | 41:32.599       | 1      | 25     |
| 2       | 5   | Marco Melandri     | Aprilia     | 20      | +2.743          | 4      | 20     |
| 3       | 74  | Daijiro Kato       | Honda       | 20      | +2.797          | 2      | 16     |
| 4       | 10  | Fonsi Nieto        | Aprilia     | 20      | +31.315         | 5      | 13     |
| 5       | 44  | Roberto Rolfo      | Aprilia     | 20      | +32.569         | 11     | 11     |
| 6       | 81  | Randy de Puniet    | Aprilia     | 20      | +33.823         | 10     | 10     |
| 7       | 7   | Emilio Alzamora    | Honda       | 20      | +35.171         | 6      | 9      |
| 8       | 9   | Sebastián Porto    | Yamaha      | 20      | +35.386         | 8      | 8      |
| 9       | 8   | Naoki Matsudo      | Yamaha      | 20      | +35.663         | 13     | 7      |
| 10      | 6   | Alex Debón         | Aprilia     | 20      | +41.559         | 7      | 6      |
| 11      | 12  | Klaus Nöhles       | Aprilia     | 20      | +46.303         | 18     | 5      |
| 12      | 15  | Roberto Locatelli  | Aprilia     | 20      | +46.613         | 9      | 4      |
| 13      | 50  | Sylvain Guintoli   | Aprilia     | 20      | +49.736         | 19     | 3      |
| 14      | 21  | Franco Battaini    | Aprilia     | 20      | +50.375         | 12     | 2      |
| 15      | 57  | Lorenzo Lanzi      | Aprilia     | 20      | +51.492         | 22     | 1      |
| 16      | 46  | Taro Sekiguchi     | Yamaha      | 20      | +56.553         | 15     |        |
| 17      | 37  | Luca Boscoscuro    | Aprilia     | 20      | +56.605         | 14     |        |
| 18      | 42  | David Checa        | Honda       | 20      | +1:02.337       | 16     |        |
| 19      | 22  | José David de Gea  | Yamaha      | 20      | +1:17.395       | 24     |        |
| 20      | 11  | Riccardo Chiarello | Aprilia     | 20      | +1:17.512       | 26     |        |
| 21      | 16  | David Tomás        | Honda       | 20      | +1:17.734       | 25     |        |
| 22      | 20  | Jerónimo Vidal     | Aprilia     | 20      | +1:17.840       | 23     |        |
| 23      | 24  | Jason Vincent      | Yamaha      | 20      | +1:18.157       | 20     |        |
| 24      | 36  | Luis Costa         | Yamaha      | 20      | +1:34.555       | 27     |        |
| 25      | 83  | Gábor Rizmayer     | Honda       | 20      | +1:59.296       | 28     |        |
| 26      | 62  | Jason DiSalvo      | Honda       | 19      | +1 Vuelta       | 31     |        |
| 27      | 79  | Norman Rank        | Honda       | 19      | +1 Vuelta       | 33     |        |
| 28      | 23  | César Barros       | Yamaha      | 19      | +1 Vuelta       | 29     |        |
| Ret     | 18  | Shahrol Yuzy       | Yamaha      | 14      | Accidente       | 21     |        |
| Ret     | 99  | Jeremy McWilliams  | Aprilia     | 13      | Retirado        | 3      |        |
| Ret     | 80  | Vladimír Častka    | Yamaha      | 7       | Accidente       | 30     |        |
| Ret     | 45  | Stuart Edwards     | Honda       | 5       | Retirado        | 32     |        |
| DNS     | 66  | Alex Hofmann       | Aprilia     | 0       | No corrió       | 17     |        |
| DNQ     | 82  | Henrik Voit        | Honda       |         | No calificó     |        |        |
| Fuente: |     |                    |             |         |                 |        |        |

- Pole position: Tetsuya Harada, 2:02.953
- Vuelta Rápida: Marco Melandri, 2:03.836

## Resultados 125cc
| Pos.    | N.º | Piloto               | Constructor | Vueltas | Tiempo/Retirado | Grilla | Puntos |
| ------- | --- | -------------------- | ----------- | ------- | --------------- | ------ | ------ |
| 1       | 24  | Toni Elías           | Honda       | 19      | 41:27.703       | 1      | 25     |
| 2       | 9   | Lucio Cecchinello    | Aprilia     | 19      | +0.689          | 3      | 20     |
| 3       | 17  | Steve Jenkner        | Aprilia     | 19      | +1.086          | 6      | 16     |
| 4       | 41  | Youichi Ui           | Derbi       | 19      | +1.156          | 2      | 13     |
| 5       | 11  | Max Sabbatani        | Aprilia     | 19      | +3.668          | 9      | 11     |
| 6       | 18  | Jakub Smrž           | Honda       | 19      | +7.804          | 5      | 10     |
| 7       | 39  | Jaroslav Huleš       | Honda       | 19      | +7.817          | 10     | 9      |
| 8       | 26  | Dani Pedrosa         | Honda       | 19      | +7.985          | 13     | 8      |
| 9       | 28  | Gábor Talmácsi       | Honda       | 19      | +8.528          | 8      | 7      |
| 10      | 16  | Simone Sanna         | Aprilia     | 19      | +13.875         | 4      | 6      |
| 11      | 5   | Noboru Ueda          | TSR-Honda   | 19      | +20.490         | 7      | 5      |
| 12      | 15  | Alex de Angelis      | Honda       | 19      | +25.982         | 21     | 4      |
| 13      | 4   | Masao Azuma          | Honda       | 19      | +26.127         | 12     | 3      |
| 14      | 25  | Joan Olivé           | Honda       | 19      | +30.135         | 22     | 2      |
| 15      | 34  | Eric Bataille        | Honda       | 19      | +30.593         | 23     | 1      |
| 16      | 6   | Mirko Giansanti      | Honda       | 19      | +30.738         | 15     |        |
| 17      | 31  | Ángel Rodríguez      | Aprilia     | 19      | +30.954         | 17     |        |
| 18      | 22  | Pablo Nieto          | Derbi       | 19      | +31.290         | 19     |        |
| 19      | 29  | Ángel Nieto Jr.      | Honda       | 19      | +32.111         | 14     |        |
| 20      | 19  | Alessandro Brannetti | Aprilia     | 19      | +45.231         | 20     |        |
| 21      | 20  | Gaspare Caffiero     | Aprilia     | 19      | +58.341         | 27     |        |
| 22      | 77  | Adrián Araujo        | Honda       | 19      | +1:10.907       | 33     |        |
| 23      | 23  | Gino Borsoi          | Aprilia     | 19      | +1:10.918       | 28     |        |
| 24      | 30  | Jascha Büch          | Honda       | 19      | +1:11.480       | 30     |        |
| 25      | 80  | Tobias Kirmeier      | Honda       | 19      | +1:11.692       | 31     |        |
| 26      | 84  | Igor Kaláb           | Honda       | 19      | +1:11.984       | 32     |        |
| 27      | 96  | Matěj Smrž           | Aprilia     | 19      | +1:12.105       | 29     |        |
| 28      | 83  | Václav Bittman       | Honda       | 19      | +1:12.660       | 34     |        |
| 29      | 85  | Tomáš Mikšovský      | Honda       | 19      | +1:12.749       | 35     |        |
| Ret     | 7   | Stefano Perugini     | Italjet     | 17      | Accidente       | 18     |        |
| Ret     | 27  | Marco Petrini        | Honda       | 13      | Retirado        | 24     |        |
| Ret     | 54  | Manuel Poggiali      | Gilera      | 11      | Accidente       | 11     |        |
| Ret     | 21  | Arnaud Vincent       | Honda       | 11      | Accidente       | 16     |        |
| Ret     | 12  | Raúl Jara            | Aprilia     | 8       | Retirado        | 25     |        |
| Ret     | 8   | Gianluigi Scalvini   | Italjet     | 4       | Retirado        | 26     |        |
| Fuente: |     |                      |             |         |                 |        |        |

- Pole position: Toni Elías, 2:09.062
- Vuelta Rápida: Jaroslav Huleš, 2:09.648